# Takehiro Tomiyasu
Takehiro Tomiyasu (jap. 冨安 健洋 Tomiyasu Takehiro; ur. 5 listopada 1998 w Fukuoce) – japoński piłkarz występujący na pozycji obrońcy, reprezentant Japonii.

## Kariera klubowa

### Avispa Fukuoka
Gdy główny menedżer klubu Sanchiku Kickers – Kanji Tsuji – zobaczył grę chłopca, zachwycił się jego zdolnościami, a zwłaszcza szybkością. Zaprosił rodziców Takehiro i przekonał ich, aby pozwolili mu grać w piłkę nożną. Doprowadziło to go do Szkoły Podstawowej Mitsuzuki. Kiedy miał 11 lat, został rekomendowany przez swojego trenera na testy FC Barcelona Soccer Camp. Po ich zakończeniu FC Barcelona zaoferowała mu miejsce w akademii młodzieżowej klubu, ale trudno było mu przenieść się do Hiszpanii i przeprowadzka została anulowana. Po nieudanym dołączeniu do FC Barcelona, Tomiyasu dołączył do Avispa Fukuoka. Grał na pozycji środkowego pomocnika. Pod koniec sezonu Tomiyasu podpisał tymczasowy kontrakt z tym klubem.

### Sint-Truidense
8 stycznia 2018 roku ogłoszono, że Tomiyasu przeniesie się do Sint-Truidense VV. Tomiyasu powiedział: „Chcę zostać wyjątkowym graczem w Belgii”. W sezonie 2018/2019 zadebiutował w lidze w meczu otwarcia z Circle Brugge. 25 listopada zdobył swoją pierwszą bramkę od czasu transferu przeciwko RSC Anderlecht w 16. kolejce.

### Bologna
9 lipca 2019 Takehiro został oficjalnie przeniesiony do Bologna FC 1909, gdzie grał stale z numerem „14”. 10 sierpnia tego roku zdobył swoją pierwszą bramkę dla Bolonii w meczu towarzyskim z Villareal CF.

### Arsenal
31 sierpnia 2021 przeniósł się do londyńskiego klubu, gdzie podpisał czteroletni kontrakt. 11 września 2021 zadebiutował w Premier League w meczu z Norwich City.

## Styl gry
Gra na pozycji obrońcy, jest znany ze swojej sprawności fizycznej i szybkości.

## Życie prywatne
Piłkarz ma dwie starsze siostry. Jak podawały w lutym 2020 roku włoskie media, Takehiro umie mówić po włosku.